# Yerong jezik
Yerong jezik  (ISO 639-3: yrn; ostali nazivi za njega: ban yao, da ia, daban yao, istočni buyang, guangxi buyang, ia hrong, iron yao, khyung buyang, liu yao, napo buyang, six yao, tie yao, tu yao indigenous yao, yalang, yang khyung, yerong buyang), jedan od kadajskih jezik kojim govori oko 380 ljudi (2000) u Yunnanu na granici s Vijetnamom. Govori se u nekoliko sela, među kojima Rongtun i Gonghe. 
Najsrodniji bi mogao biti novootkrivenom jeziku en [enc] iz sjevernog Vijetnama.
Yerong je nekada klasificiran podskupini bu-rong, čiji je bio jedini predstavnik, a danas kao jedan od tri predstavnika buyang jezika. Kina ih politički klasiificira se u nacionalnost Jao, premda to oni po svome jeziku nisu.
1. ↑  Ethnologue (16th)

## Vanjske poveznice
- Ethnologue (14th)
- Ethnologue (15th)
- The Yerong Language